# Cles
Cles (německy: Glöß, v místním dialektu Clés nebo Cliès v noneském nářečí) je italská obec a město s 6944 obyvateli v Tridentské autonomní provincii v Tridentsku-Horní Adiži. Leží asi 30 km jihozápadně od Bolzana a je hlavním sídlem oblasti Val di Non.

## Geografie

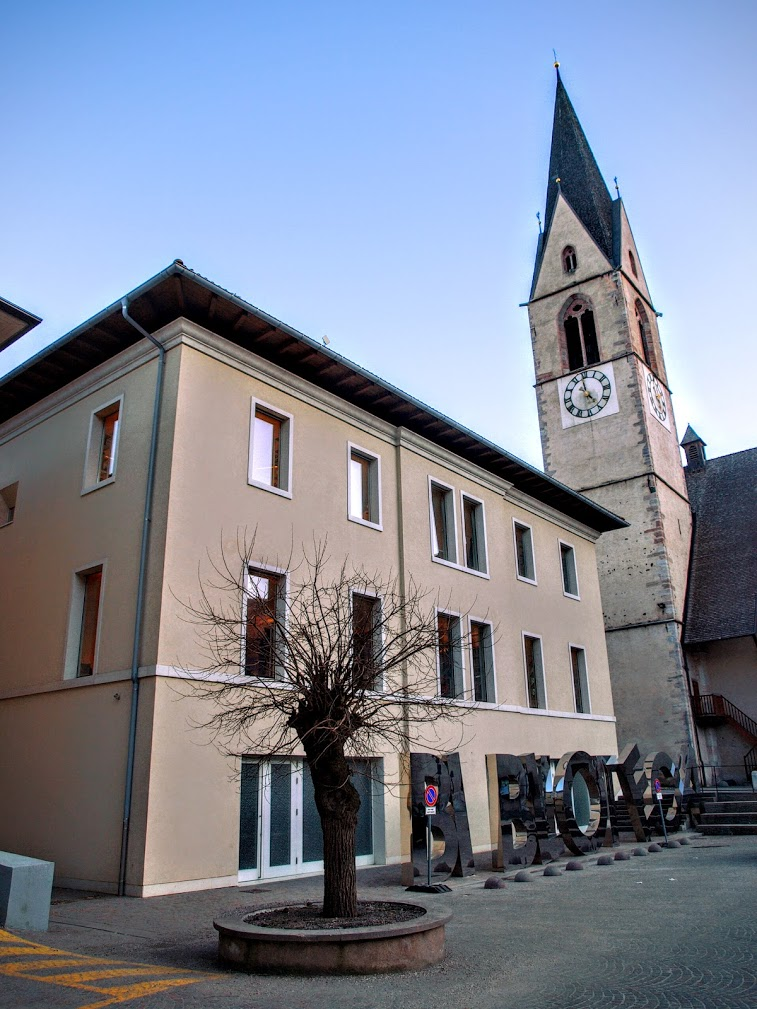
Městská knihovna / Biblioteca comunale

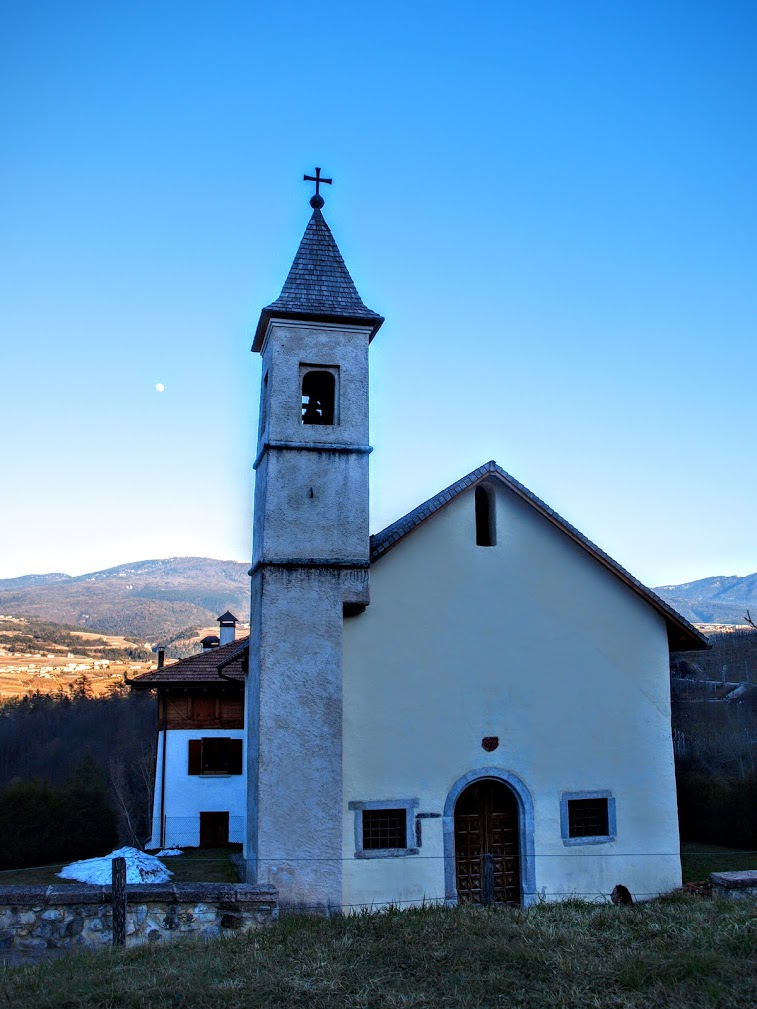
Kostelík svatého Tomáše ze 13. století v části obce Dres

Cles se nachází v Nonském údolí, jehož je hlavní správní obcí. Západně od obce se nachází Monte Peller (2319 m n. m.), směrem na východ je jezero svaté Justiny na řece Noce.
Sousedními obcemi sídla jsou Cagnò, Caldes, Cavizzana, Cis, Croviana, Dimaro Folgarida, Livo, Malè, Novella, Terzolas, Sanzeno a Ville d'Anaunia.

### Členění obce
Obec je historicky tvořena třemi starými částmi:
- Pez – v místním nářečí jedle, či smrk
- Spinazeda – základ slova spina, představující trnitý keř, který rostl v tomto místě,
- Prato – z latinského výrazu pratum, rozlehlý nížinatý kraj, louky.

## Historie
Název obce Cles je velmi starého, avšak nejasného původu. Existují domněnky, že může pocházet z latinských výrazů:
- ecclesia (svaté místo setkávání)
- cleus (uzavřené, opevnění místo)
- clusum (místo mezi horami a jinými obcemi)
- nebo též clavis (“klíčová” obec, tzn. obec ústředního významu).[3]

## Kultura a pamětihodnosti

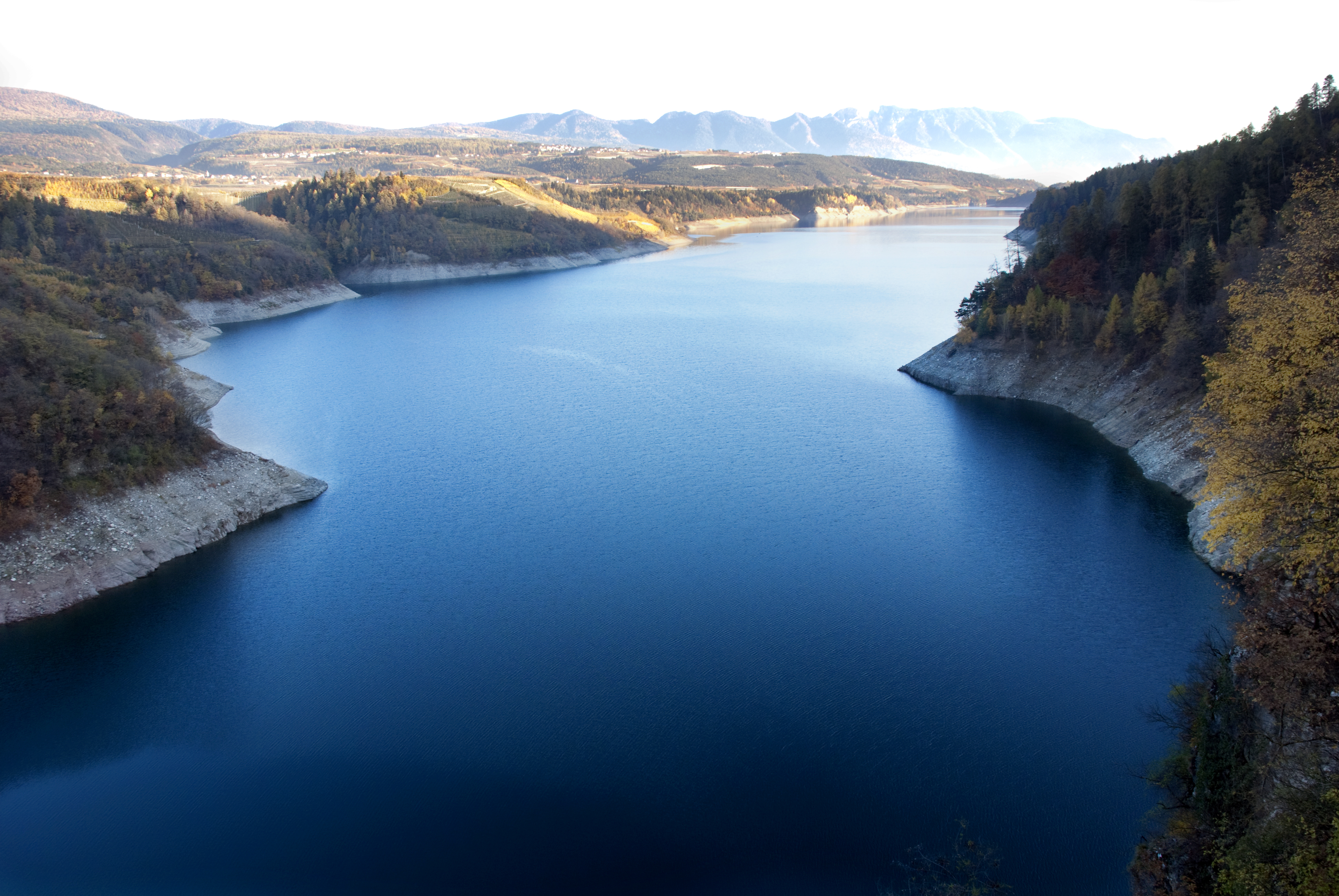
jezero svaté Justiny

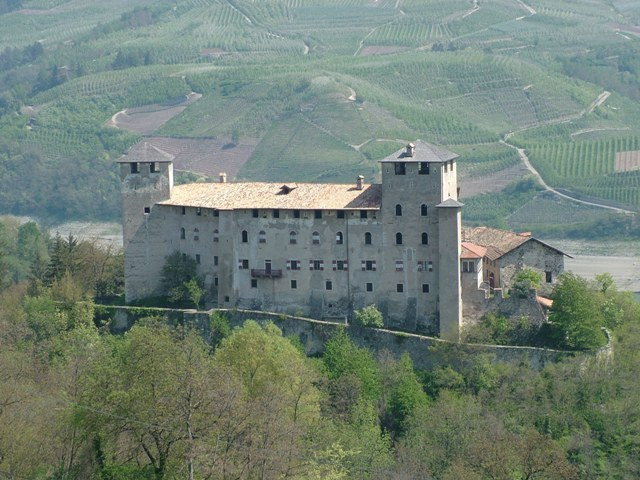
Hrad Cles

Nejcennější a nejslavnější pamětihodností místa je bronzová deska Tabula Clesiana, nalezená v roce 1869. Tento edikt císaře Claudia dokládá význam oblasti pro Římské impérium.
Na východním okraji obce, resp. těsně za hranicí obce, na břehu jezera Svaté Justýny, se nachází hrad Cles, sídlo baronů z Cles.

## Osobnosti města
- Bernhard z Cles (1485–1539), biskup tridentský, kardinál
- Paul Strudel (kolem roku 1648–1708), sochař ve Vídni
- Peter Strudel (kolem roku 1660–1714), malíř a sochař
- Josef Miller von Aichholz (1797–1871), rakouský průmyslník
- Pietro Antonio Lorenzoni (kolem roku 1721–1782), italský malíř
- Maurizio Fondriest (* 1965), cyklista
- Davide Bresadola (* 1988), skokan na lyžích a lyžař (severská kombinace)
- Letizia Paternoster (* 1999), cyklistka
- Andrea Pinamonti (* 1999), fotbalista